# 粟野健次郎

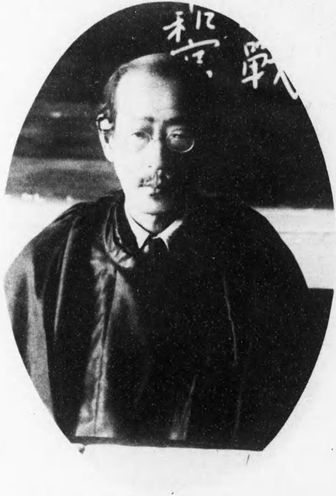
粟野健次郎

粟野 健次郎（あわの けんじろう、元治元年5月18日（1864年6月21日） - 昭和11年（1936年）8月23日）は、日本の教育者。

## 経歴
陸奥国一関（現在の岩手県一関市）出身。新潟英語学校、新潟中学校を経て、文検に合格し1886年（明治19年）に中学師範各学校英語科教員免許状を受け、東京府中学校一等助教諭となった。翌年から第一高等中学校英語教員嘱託、1889年（明治22年）から第一高等学校教諭、1890年（明治23年）から第一高等学校教授を歴任した。東京時代の教え子に、夏目漱石、若槻禮次郎、本多光太郎らがいる。1892年（明治25年）、仙台の第二高等学校教授に転じ、土井晩翠、作家高山樗牛らを教導。1903年（明治36年）からは語学研究のためイギリス、フランス、ドイツに2年間留学した。1925年（大正14年）、退官。同年、第二高等学校講師嘱託になるとともに、名誉教授の称号を得た。
一関藩藩士の家の生まれ だが、廃藩置県による父の失職に伴い新潟県に移る。16歳で上京し、東京中の図書館に3年間通い詰め、古今東西の諸々の書籍を原語で読破した。英語はもとより、ドイツ・フランス・イタリア・ラテン・ロシア・ペルシャ・中国の各語を解し、読書量は抜群に多く博覧強記で、教職に就いてからも、英国出身の英語講師が粟野に教えを乞うほどであった。墓所は一関市祥雲寺。

## 粟野観音
粟野の退官記念として1935年（昭和10年）に中宮寺の国宝「菩薩半跏思惟像」を模した観音像が東北大学の旧・雨宮キャンパスに建立された。これは粟野が1932年の退任時に、肖像画を作りたいという教え子らの申し出を断り、「肖像画を作るくらいなら、観音像でも建立してはどうか」と提案したことに由来する。
観音像は1945年（昭和20年）の仙台空襲により仙台市太白区の三神峯のキャンパスに移設された。その後、1958年（昭和33年）に青葉区の川内キャンパスに移設され、1978年（昭和53年）に再び雨宮キャンパスに移設された。
雨宮にあった東北大農学部・大学院農学研究科は、2016年10月から青葉山に引越しを開始、2017年4月からは青葉山キャンパスでの授業が始まった。しかし、観音像は雨宮キャンパス跡地に残され、仙台厚生病院の移転新築工事で拝観できない状態になっていたが、2022年（令和4年）8月に東北大学の片平キャンパス内にある第二高等学校片平記念苑に移設された。

## 親族
- 豊島定 - 弟。海軍教授。
- 小野寺恕 - 弟。海軍中将。